# Працівник-мігрант
Працівники-мігранти (трудящі-мігранти) — категорія громадян і осіб без громадянства, що тимчасово мігрує в країну не свого громадянства чи постійного місця проживання з наміром одержати оплачувану роботу, за умови, що вони допускаються відповідно до нормативних актів приймаючої держави як такі.
Нормативне визначення поняття «трудящий-мігрант» на міжнародно-правовому рівні вперше було закріплене саме в Конвенції Міжнародної організації праці «Про трудящих-мігрантів» (переглянута 1949 року) від 1 липня 1949 року № 97, що являє собою переглянуту Конвенцію МОП «Про працівників-мігрантів» 1939 року.
Метою прийняття цієї Конвенції є закріплення умов, що забезпечували б законну міграцію трудящих і надання національного режиму іноземцям. Конвенція містить положення, що стосуються всіх сфер міграції:
- загальнотеоретичне визначення поняття «трудящий-мігрант»;
- права й обов'язки трудящих-мігрантів і членів їхніх родин;
- поширення інформації у галузі трудової міграції, яку держави зобов'язані повідомляти одна одній;
- надання безкоштовних послуг і інформації на допомогу трудящим-мігрантам;
- інші обов'язки приймаючої держави і відповідальність роботодавців.

Конвенція поширюється на трудящих-мігрантів і не застосовується до прикордонних працівників, до осіб, що в'їхали в державу на короткий термін, до осіб вільних професій, артистів і моряків.